# Russofilie

Vlag van Rusland

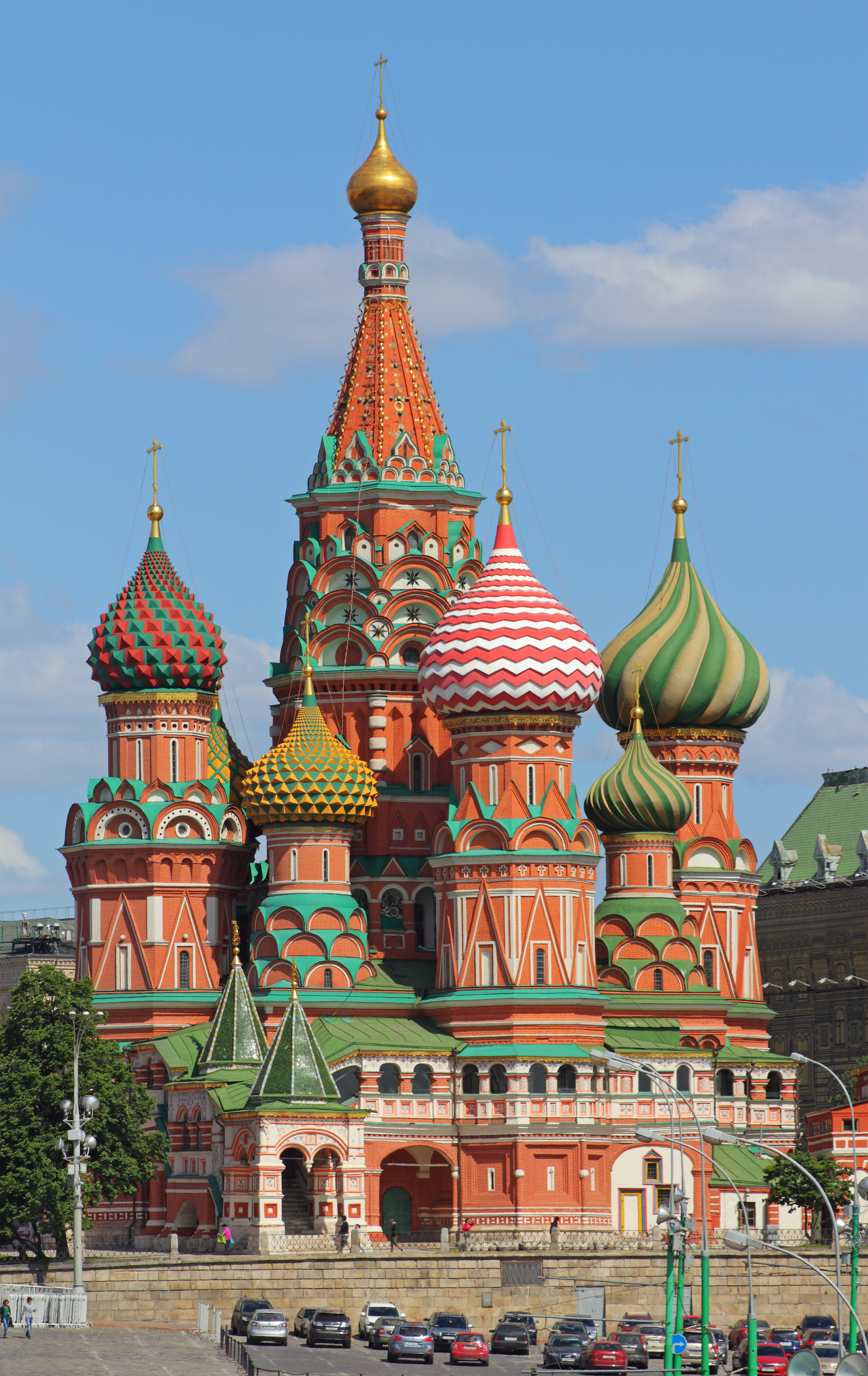
Sint-Basiliuskathedraal op het Rode Plein in Moskou

Russofilie (letterlijk liefde voor Rusland of voor Russen) is bewondering en genegenheid voor Rusland (inclusief het tijdperk van de Sovjet-Unie en/of het Russische rijk), de Russische geschiedenis en de Russische cultuur. Het antoniem is Russofobie. In de 19e eeuw werd Russofilie vaak in verband gebracht met varianten van Panslavisme, aangezien het Russische Rijk en het autonome Servië de enige twee Slavische soevereine staten waren tijdens en na het Revolutiejaar 1848.